# Tabanus dorsifloccus
Tabanus dorsifloccus är en tvåvingeart som beskrevs av Szilady 1926. Tabanus dorsifloccus ingår i släktet Tabanus och familjen bromsar.
Artens utbredningsområde är Kuba. Inga underarter finns listade i Catalogue of Life.